# Coupe d'Europe de beach soccer 2003
Navigation
2002 2004
L'Euro Beach Soccer Cup 2003 est la cinquième édition de cette compétition regroupant les huit meilleurs nations de beach soccer d'Europe. Elle se déroule à Liège (Belgique) du 18 au 20 avril.
Pour la première fois la finale ne voit pas s'opposer l'Espagne et le Portugal, en effet la France bat les joueurs de la péninsule ibérique en demi-finale et devient seulement la 3e équipes différentes en 5 éditions à se hisser en finale. Mais se sont les lusitaniens qui l'emportent à nouveau et conservent leur titre, leur 4e.

## Nations participantes
- Allemagne

- Autriche

- Belgique

- Espagne

- France

- Italie

- Portugal

- Suisse

## Déroulement
Huit équipes participent au tournoi qui se joue à élimination directe et commence aux quarts de finale avec des matchs de classement.

## Tournoi

### Quarts de finale
| Date     | Équipe 1  | Résultat      | Équipe 2 |
| -------- | --------- | ------------- | -------- |
| 18 avril | Allemagne | 5 - 5 (t.a.b) | Belgique |
| 18 avril | Espagne   | 11 - 7        | Italie   |
| 18 avril | France    | 12 - 1        | Autriche |
| 18 avril | Suisse    | 0 - 8         | Portugal |

### Demi-finale
| Date     | Équipe 1 | Résultat    | Équipe 2  |
| -------- | -------- | ----------- | --------- |
| 19 avril | Portugal | 5 - 4       | Allemagne |
| 19 avril | France   | 5 - 4 (a.p) | Espagne   |

### 5eà la8eplace
| Tour        | Équipe 1 | Résultat      | Équipe 2 |
| ----------- | -------- | ------------- | -------- |
| Demi-finale | Belgique | 8 - 4         | Suisse   |
| Demi-finale | Italie   | 11 - 5        | Autriche |
| 7e place    | Suisse   | 8 - 8 (t.a.b) | Autriche |
| 5e place    | Belgique | 7 - 6         | Italie   |

### 3eplace
| 20 avril 2003 | Espagne | 6 - 3 | Allemagne | Liège, Belgique |  |
|               |         |       |           |                 |  |

### Finale
| 20 avril 2003 | Portugal | 6 - 3 | France | Liège, Belgique |  |
|               |          |       |        |                 |  |

## Classement final
| Place | Équipe    |
| ----- | --------- |
| 1     | Portugal  |
| 2     | France    |
| 3     | Espagne   |
| 4     | Allemagne |
| 5     | Belgique  |
| 6     | Italie    |
| 7     | Suisse    |
| 8     | Autriche  |

## Récompenses individuelles
Trophées individuels décernés à la fin de la compétition :
- Meilleur joueur :  Madjer
- Meilleur buteur :  Madjer
- Meilleur gardien :  Joao Carlos